# Villa Louvat
La villa Louvat est une voie du 14e arrondissement de Paris, en France.

## Situation et accès
La villa Louvat est une voie privée située dans le 14e arrondissement de Paris. Elle débute au 38 bis, rue Boulard et se termine en impasse.

## Origine du nom
La voie tire son nom du propriétaire du terrain sur lequel la voie a été ouverte.

## Historique
Cette voie privée est ouverte par M. Louvat en 1897 sous sa dénomination actuelle.